# Henrik Nordbrandt
Henrik Nordbrandt (21. března 1945 Frederiksberg – 31. ledna 2023) byl dánský básník, prozaik a esejista.
Jako dítě byl značně problémový, což připisuje podivné ultraliberální výchově svých rodičů, již vyčetly z jakýchsi amerických populárně-psychologických knih. Měl mnoho neomluvených hodin ve škole, často se toulal. V šestnácti letech začal trpět poruchou příjmu potravy. Tyto skutečnosti odhalil v rozhovoru pro deník Ekstra Bladet roku 1999, který byl nazván Umíral jsem na anorexii. Studoval čínštinu, turečtinu a arabštinu na Kodaňské univerzitě, ale žádný z těchto oborů nakonec nedostudoval. Svou roli v tom sehrály vleklé psychické potíže. Ty ho také přivedly k tomu, že většinu života prožil v zahraničí. „Vždycky jsem se cítil bez domova. Ale je lepší cítit se bez domova tam, kde svůj domov nemáte,“ vysvětlil to. Žil hlavně ve Středomoří (Řecko, Turecko, Itálie, Španělsko), což mělo vliv i na jeho psaní. Jednak na témata jeho básní, ale také vydal například Tureckou kuchařka. Rovněž překládal z turečtiny, hlavně poezii. Byl známý svým kritickým postojem k Dánsku. Odmítl například státní vyznamenání. „Necítím se v Dánsku dobře. Kodaň je jedno z nejošklivějších a nejnesnesitelnějších měst na světě. Je tak ploché. Je to takové vězení,“ řekl třeba. K mnoha paradoxům jeho života patří, že se nakonec do Dánska vrátil a usadil se – v Kodani. Přesněji v její čtvrti Østerbro, a to se svou finskou manželkou, lékařkou a výzkumnicí, a její dcerou.
Debutoval v roce 1966 básnickou sbírkou Digte, od té doby se živil jako spisovatel. V roce 2000 obdržel nejprestižnější skandinávské literární ocenění, Cenu Severské rady, a to za básnickou sbírku Drømmebroer. Jeho poezie se nevyhýbala vtipu, experimentoval i se žánrem sonetu nebo haiku. Mimo poezii se věnoval velmi pestré škále žánrů – úvahám, krimi, reportážím i knihám pro děti. Napsal přes 30 básnických sbírek.